# Heleodromia obscura
Heleodromia obscura är en tvåvingeart som först beskrevs av Enrico Adelelmo Brunetti 1913.  Heleodromia obscura ingår i släktet Heleodromia och familjen Brachystomatidae. Inga underarter finns listade i Catalogue of Life.